# Скуз, Игорь Васильевич
Скуз Игорь Васильевич – украинский профессиональный автогонщик, многократный чемпион Украины по кольцевым автомобильным гонкам, бронзовый призёр ETCC в классе Super 2000 TC2T. В 2015 году получил звание Мастер спорта международного класса.

### Начало карьеры
Год рождения – 1976-й. В автоспорт Игорь пришёл в возрасте 8 лет, как и большинство профессионалов, начав с картинга. Этому виду автомобильного спорта были отданы более 20 лет. Несмотря на большое количество побед и призовых мест, в юном возрасте Игорю довольно долго не покорялся главный титул Чемпиона Украины – по мере взросления и перехода в более старшие классы он восемь раз становился вице-Чемпионом (2-м по итогам года). Свою картинговую карьеру Игорь Скуз заканчивал в международном бескоробочном классе ICA (рабочий объём двигателя 100 см3, не оборудованном КПП). Дабы не вступать в прямое противоборство, он оставался в ICA, тогда как его старший брат Олег сражался с соперниками в коробочном международном классе ICC. Именно в ICA к Игорю пришёл заветный титул Чемпиона Украины.

### Переход в большое кольцо
В 2007 году Игорь Скуз и его команда «Мастер Карт Рейсинг», воспитавшая немало молодых пилотов, перешли в большие кольцевые гонки – Чемпионат Украины по шоссейно-кольцевым автомобильным гонкам (ШКАГ). Минуя национальные классы для автомобилей «ВАЗ», Игорь пересел с карта сразу за руль Ford Fiesta, дебютировав в международном классе «Туринг-лайт». (Моноприводные автомобили с атмосферным двигателем рабочим объёмом до 1,6 литра, имеющих серьёзную спортивную доработку в области подвески, тормозной системы и трансмиссии). Однако прежде чем выйти на старт на Родине, Игорь Скуз решил опробовать свои силы на международной арене.
В составе немецкой команды «Ляйпнер Моторспорт» за рулём Ford Fiesta Игорь Скуз вышел на старт суточного марафона «24 часа Ду Баи» в 2007 году. Эта гонка открывает мировой кольцевой сезон и проходит в первый уик-энд января, имея своей целью конкурировать по престижности со знаменитой немецкой классикой - «24 часа Нюрбургринга». Вместе со своими напарниками украинец, впервые в жизни стартуя на кузовном автомобиле, смог занять второе место в своём классе А1! Однако дебют в Чемпионате Украины оказался не столь простым.
Игорь Скуз продемонстрировал свои потенциал и скорость с первых же гонок - он неоднократно завоёвывал поул-позишн (показывал лучшее время в квалификации, завоевав право стартовать с первой позиции в гонке) однако отказы новой для команды техники, отодвинули борьбу за призовые места по итогам года на будущее. Следующий сезон также оказался крайне непростым, ознаменованным как отказами техники, так и авариями. Тем не менее, с каждым очередным стартом, как сам Игорь Скуз, так и его команда «Мастер Карт Рейсинг», в которую помимо пилотов входят механики, инженеры и менеджер, приобретали опыт. Так в конце 2008 года в рамках престижного одноэтапного Кубка Украины, который венчал год, Игорь Скуз стал бронзовым призёром. (недоступная ссылка)

### От противостояния с российским ассом до полного доминирования
Сезон 2009 был ознаменован противостоянием Игоря Скуза с Чемпионом России по кольцевым гонкам Алексеем Басовым,одна из украинских команд-конкуренток ангажировала на гонки. (недоступная ссылка) Украинец на равных боролся с куда более опытной на тот момент российской кольцевой звездой. На 2-м этапе смог победить (недоступная ссылка), однако на следующем этапе по вине агрессивных соперников старте произошла серьёзная авария (недоступная ссылка), которая потребовала замены кузова автомобиля!…В довершение ко всему, на 4-м этапе, где Игорь Скуз вновь стал единственным, кто смог противостоять российскому легионеру, во второй гонке проблема с КПП окончательно поставила крест на чемпионских амбициях украинца. Более того, отмена 5-го этапа Чемпиона Украины по ШКАГ 2009 года окончательно лишила Игоря Скуза последних шансов отыграться. В итоге этот год он закончил третьим, а также вновь отметился призовым местом на отдельно стоящей внезачётной гонке – «Гран При Одессы». Но, уже начиная с 2010 года и по данный момент Игорь Скуз и его команда «Мастер Карт Рейсинг» на полную раскрылись в Чемпионате Украины – три подряд титула Чемпиона Украины в классе «Туринг-лайт».  Настоящей кульминацией для спортивной карьеры Игоря Скуза на национальном уровне стал последний на данный момент сезон 2012 года. Несмотря на приход в класс «Туринг-лайт» сразу двух действующих Чемпионов Украины из младших классов, Игорь Скуз одержал девять убедительных побед в десяти гонках! Во всех до единой гонках сезона лидер команды «Мастер Карт Рейсинг» завоёвывал поул-позишн и показывал лучший круг в гонке, которые в 2012 году приносили бонусные баллы. Лишь на второй гонке 4-го этапа из-за отказа техники последовал сход, однако этот факт не помешал Игорю Скузу завоевать титул Чемпионом Украины в третий раз подряд, причём сделать это досрочно. Благодаря этому убедительному выступлению своего первого пилота команда «Мастер Карт Рейсинг» второй раз подряд завоевала чемпионский титул среди коллективов.

### Выход на международную арену
С учётом успехов на Украине, пришло время и для продвижения на более серьёзный международный уровень, где заветной мечтой для любого пилота, выступающего в кузовных (туринговых) гонках, является Туринговый Чемпионат Мира — WTCC. Главной ступенькой к нему является Туринговый Кубок Европы — ЕТСС. В 2011 году ЕТСС проводился как одноэтапное соревнование, где Игорь Скуз выступил за рулём арендованной Ford Fiesta последнего поколения. В квалификации он показал третье время, однако уже на старте пал жертвой атаки одного из соперников, закончив гонку в гравийной ловушке. Тем не менее, стартовав во второй гонке с последнего места, использовав на полную непростые дождевые условия, украинец финишировал 3-м. В 2012 году ЕТСС трансформировался в настоящий чемпионат — он состоял из четырёх этапов, большинство из которых в виде так называемых гонок-поддержки сопровождали этапы Чемпионата Мира WTCC.
Однако класс S1600, которому соответствуют Ford Fiesta, является самым младшим для ЕТСС, тогда как наиболее престижным в нём является S2000 — именно на таковых автомобилях разыгрывается Чемпионат Мира WTCC. (Моноприводные автомобили, на сегодня оборудованные 1,6-литровыми турбированными двигателями с глубокой спортивной доводкой во всех узлах и агрегатах). В 2012 году Игорь Скуз впервые стартовал за рулём подобной техники, избрав BMW. Сложность состояла в том, что это заднеприводный автомобиль, тогда как если не считать карта, всю свою гоночную карьеру Игорь выступал исключительно на переднем приводе.
Практически полное отсутствие предсезонных тестов (вмешалась погода), а также механические проблемы по ходу первого этапа ЕТСС не могли не сказаться. Тем не менее, в своём классе S2000 во второй гонке (все этапы как WTCC, так и ЕТСС состоят из двух равноценных гонок) Игорь Скуз смог стать третьим. Однако гонка в итальянской трассе «Монца» поставила несколько вопросов и для их решения украинец был вынужден пропустить 2-й этап. За это время были сменены автомобиль и команда, обслуживающая его. Игорь Скуз пересел на куда более знакомый ему передний привод — Seat Leon, обслуживаемый испанским коллективом Sunred-Engineering.
В первой же гонке, которая проходила на уже знакомой украинцу австрийской трассе «Зальзбургринг», за рулём испанского автомобиля, Игорь Скуз уверенно лидировал, однако за два круга до финиша отказало сцепление. Ремонт занял слишком много времени, и украинец во второй гонке был вынужден стартовать с пит-лейна, что с учётом серьёзной оппозицией европейского уровня поставило крест на австрийском этапе. Однако сезон ЕТСС 2012 года Игорь Скуз закончил на мажорной ноте. Обе гонки на легендарной итальянской трассе «Имола» украинец закончил на втором месте, уступив только своему напарнику по команде Фернандо Монхе. (Испанец не только обладал куда более обширным опытом за рулём этого автомобиля, но и некоторую протекцию со стороны команды — именно он стал победителем в ЕТСС). Несмотря на пропуск одного этапа (двух гонок), а также отказ техники ещё в двух заездах, по итогам 2012 года в рамках ЕТСС Игорь Скуз стал четвёртым, где до призового места ему не хватило всего 8 очков.
Впереди у Игоря Скуза очередной сезон в Чемпионате Украины по ШКАГ, где он будет бороться за четвёртый титул Чемпиона Украины, гонки в рамках ЕТСС, а также, возможно, и дебют в Туринговом Чемпионате Мира WTCC, где он может стать первым украинцем, стартующим на столь высоком уровне на мировом уровне в кузовных гонках… Watch this space.

## Спортивная карьера в картинге
Родился в Киеве, в 1984 году начал заниматься картингом и до 1991 года одержал победу более чем в 200 соревнованиях. В 1991 году Игорь Скуз стал Кандидатом в мастера спорта, в 1994 году — Чемпионом Украины в классе картов «Интерконтиненталь», а в 2000-м получил звание Мастера спорта по картингу.

## Спортивная карьера в кузовных гонках
| Год  | Соревнование                    |  | Место                   |
| ---- | ------------------------------- |  | ----------------------- |
| 2018 | Чемпионат Украины               |  | 1 (Пятикратный чемпион) |
| 2017 | Чемпионат Украины               |  | 1                       |
| 2015 | TCR INTERNATIONAL SIRIES        |  | 9                       |
| 2014 | Чемпионат ETCC                  |  | 3 (2 победы)            |
| 2013 | Чемпионат ETCC                  |  | 7                       |
| 2012 | Чемпионат Украины               |  | 1                       |
| 2012 | Чемпионат ETCC                  |  | 4                       |
| 2011 | Чемпионат Украины               |  | 1                       |
| 2011 | Кубок Европы ETCC               |  | 5                       |
| 2011 | 5-й этап Чемпионата России RTCC |  | вне зачёта              |
| 2010 | Чемпионат Украины               |  | 1                       |
| 2009 | Кубок Украины                   |  | 1                       |
| 2009 | Чемпионат Украины               |  | 3                       |
| 2008 | Чемпионат Украины               |  | 4                       |
| 2007 | 24-часовая гонка в Дубае        |  | 2                       |
| 2007 | 4-часовая гонка в Нюрбургринге  |  | 5                       |
| 2007 | Чемпионат Украины               |  | 4                       |

## Социальная инициатива
Игорь Скуз и команда Master Kart racing team выступили инициаторами создания социального проекта «Не гони», призванного с помощью необычных акций и при поддержке отечественных знаменитостей привлечь максимальное внимание общественности к проблеме скорости на дорогах.

## Семья
Старший брат — автогонщик Олег Скуз